# 1737 en arts plastiques
| Années des arts plastiques : 1734 - 1735 - 1736 - 1737 - 1738 - 1739 - 1740    |
| Décennies des arts plastiques : 1700 - 1710 - 1720 - 1730 - 1740 - 1750 - 1760 |

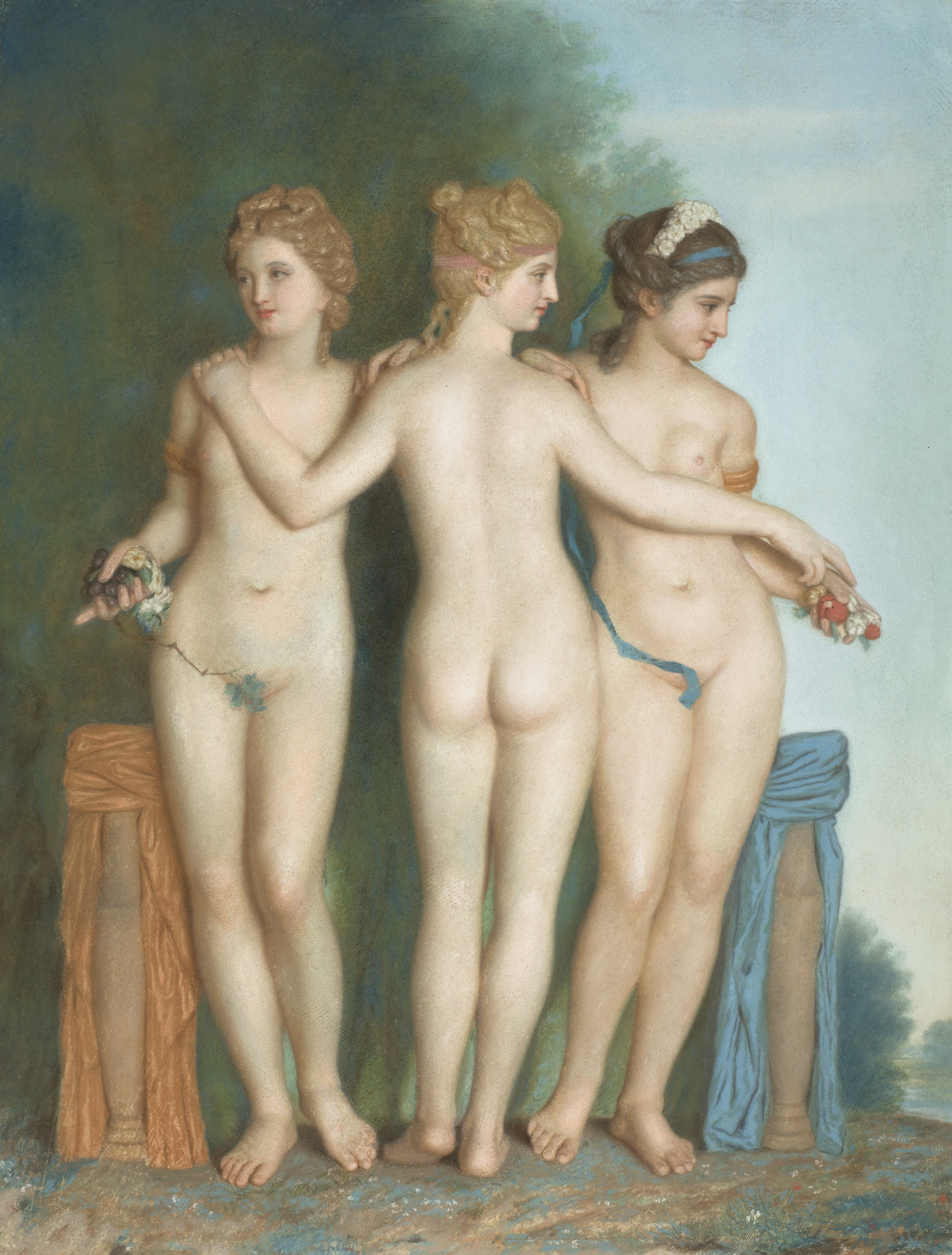
Les trois grâces, pastel sur parchemin de Jean-Étienne Liotard.

Cette page concerne l'année 1737 en arts plastiques.

## Naissances
- 9 février : Antonio Diziani, peintre italien de vedute († 23 juin 1797),
- 1er avril : David Martin, peintre et graveur britannique († 30 décembre 1797),
- 20 juin : Vincenzo Martinelli, peintre italien († 20 avril 1807),
- 15 septembre : Jacob Philipp Hackert, peintre allemand († 28 avril 1807),
- 14 octobre : José del Castillo, peintre et graveur espagnol († 5 octobre 1793),
- ? :
  - Carlo Giuseppe Ratti, historien de l'art, biographe et peintre du baroque tardif italien († 1795),
  - Nicolas Truit, peintre français († 27 février 1785).

## Décès
- 22 janvier : Jean-Baptiste van Mour, peintre français (° 9 janvier 1671),
- 4 juin : François Lemoyne, peintre rococo  français (° 1688),
- 13 octobre : Bernhard Vogel, graveur allemand (° 19 décembre 1683),
- 11 décembre : Nicolas Vleughels, peintre  français (° 6 décembre 1668).